# Nieuwe Teertuinen

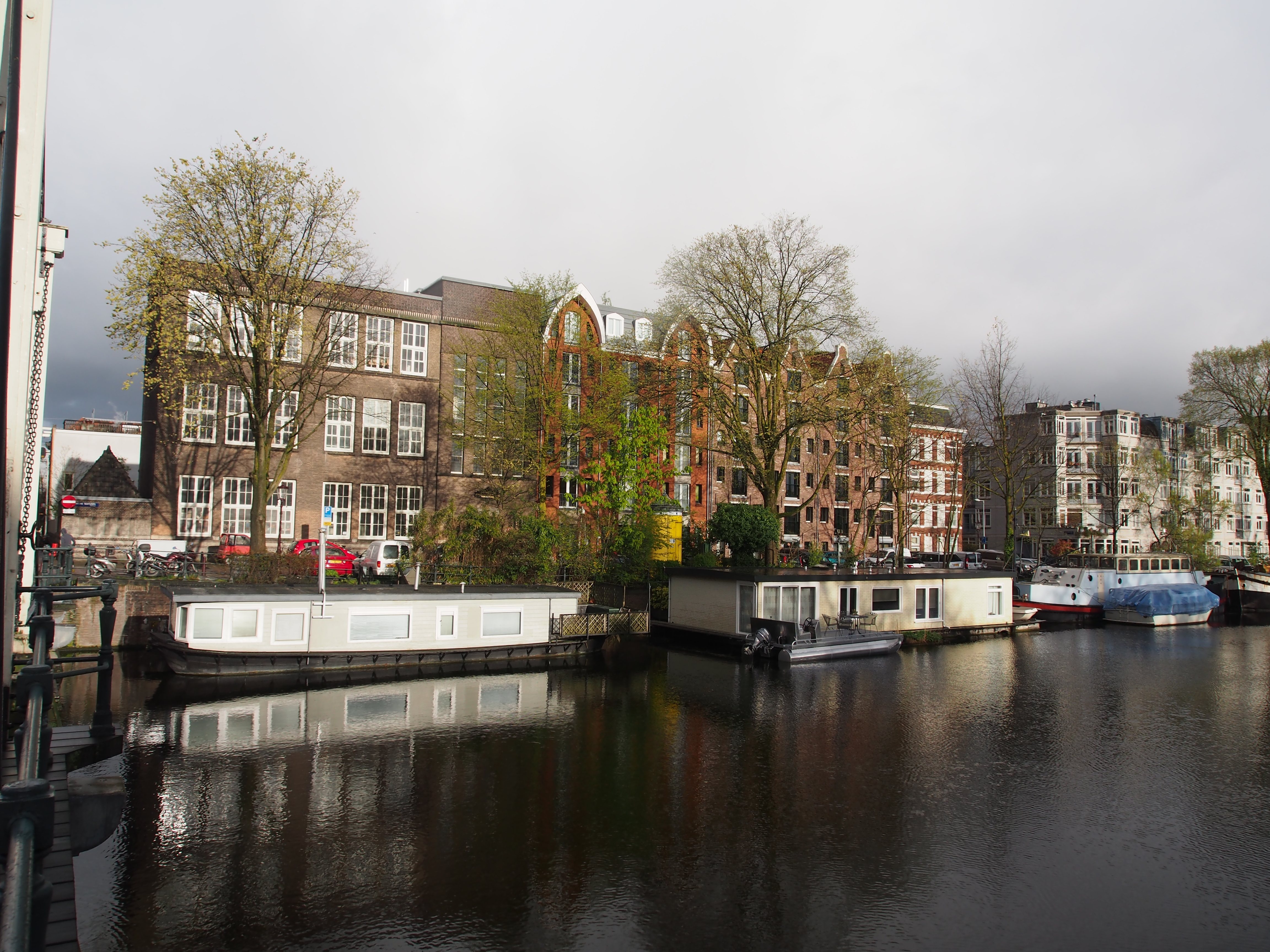
Nieuwe Teertuinen

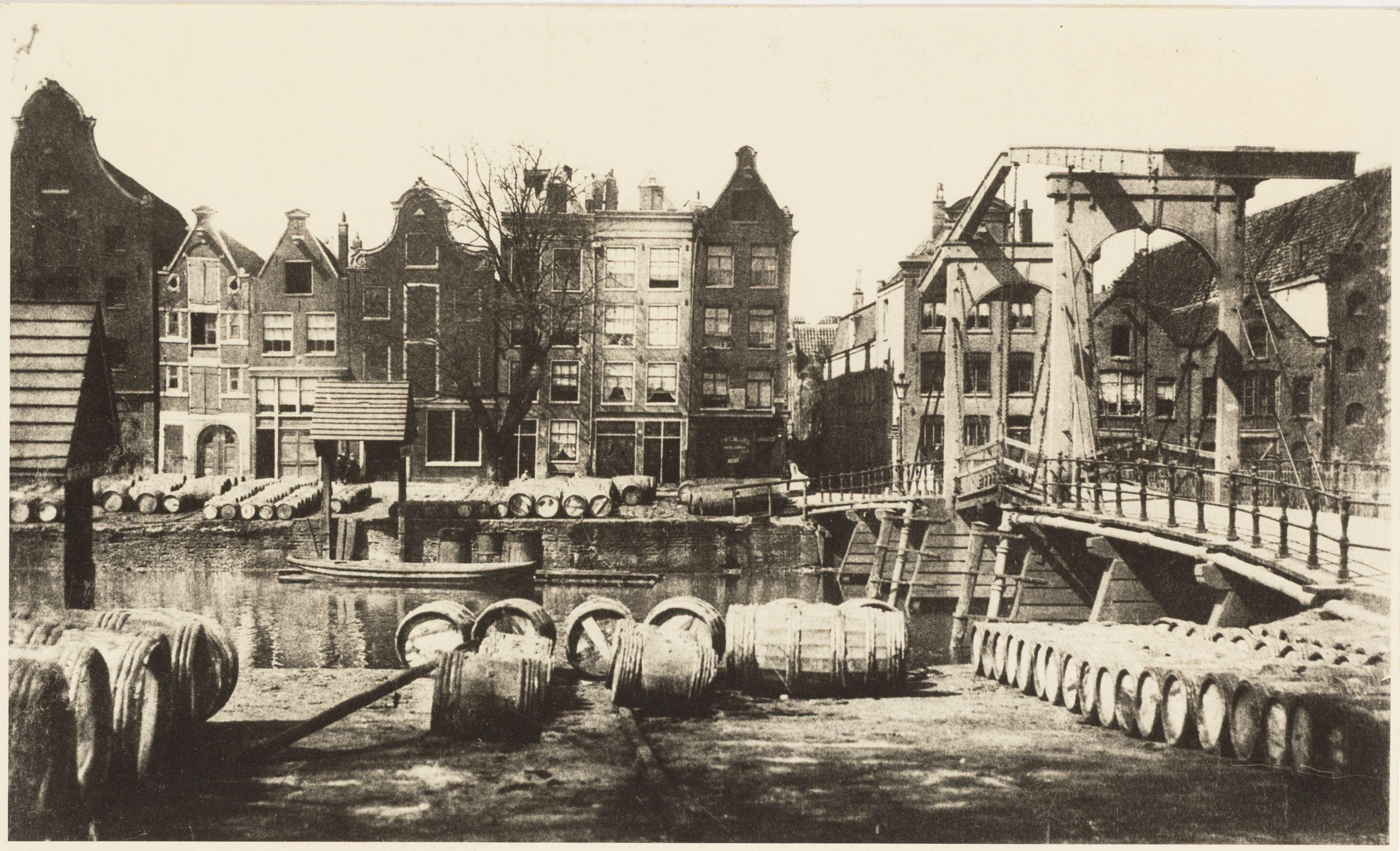
Nieuwe Teertuinen achter de teervaten (voor 1893)

De Nieuwe Teertuinen is een kade in de Haarlemmerbuurt van Amsterdam. De kade loopt in noordelijke richting vanaf de spoorbaan aan noordzijde van het Haarlemmerplein. In de Sloterdijkstraat is naast de spoorbaan een groot kantoorgebouw opgetrokken in de richting van de Nieuwe Teertuinen.
De kade loopt parallel aan de Planciusstraat, en is daarmee verbonden door de Sloterdijkstraat en de Eerste en Tweede Breeuwerstraat. Via brug 321 (de Sloterdijkerbrug) komt men op het Prinseneiland. Aan het noordelijke einde van de Nieuwe Teertuinen maakt de straat een draai in westelijke richting en komt uit op de Planciusstraat.
Langs het noordelijke deel van de Nieuwe Teertuinen, aan westzijde van het Realeneiland, ligt de Smallepadsgracht. Deze relatief smalle gracht verbindt de Zoutkeetsgracht met de Prinseneilandsgracht. Er liggen geen bruggen over deze gracht.
De 18e-eeuwse pakhuizen op nummers 11A, 12A, 13A en 14A en het 18e-eeuwse woonhuis De Roo Vos op nummer 24 zijn aangewezen als rijksmonument. De vier eerstgenoemde pakhuizen waren van het Gulden Veem. Deze pakhuizen waren in de jaren vijftig nog volop in bedrijf en hadden alle vier een eigen naam: Essen, Worms, Liefde en Hoop. Ze werden voornamelijk gebruikt voor tabaksopslag. In De Roo Vos gebouwd in 1765, waren in de afgelopen eeuw achtereenvolgens een teeropslag, een zeepfabriek, een drukkerij en een zeilmakerij gevestigd. In de oorlog werd hier de illegale verzetskrant Het Parool gedrukt. Na een grote brand in 1936, werd het pand grondig gerenoveerd. De laatste verbouwing stamt uit 1998, waarna een hedendaags, monumentaal gebouw ontstond.
Nieuwe Teertuinen 17, een voormalig schoolgebouw, is gemeentelijk monument. Nieuwe Teertuinen 33 is rond 1916 gesloopt.

## Geschiedenis
De Teertuinen zijn ontstaan door de vestiging van teerkopers en de bouw van een aantal pakhuizen. Een aantal pakhuizen hebben in de periode na 1900 plaats moeten maken voor woonhuizen.
In 1893 kwam er een openbare lagere school (Planciusschool, bijnaam kale neten school) aan het eind van de Nieuwe Teertuinen, hoek Tweede Breeuwerstraat. Na afbraak van die school in 1936 kwam er een depot van de Stadsreiniging, later weer in ca. 1980 vervangen door de huidige woningen. Een andere openbare lagere school, eerst Bickersschool genaamd en later ook Planciusschool, werd in 1916 gebouwd op de hoek met de Sloterdijkstraat. De school is nu kinderdagverblijf de Kleine Prins.